# Regola (ente)
La Regola è un'antica istituzione, un tempo diffusa in tutto il territorio dell'attuale Trentino e in parte del Veneto, in particolare nell'area dolomitica, dove è tuttora vigente. Le regole potevano rappresentare e tutelare gli abitanti di un determinato villaggio, di un gruppo di villaggi, oppure, in alcuni casi, un'intera valle (Fiemme, Fassa, Ledro, Primiero). Nella regola le famiglie originarie di un luogo, proprietarie (per allodio) in modo indiviso e collettivo dei beni fondiari, sono chiamate a gestire direttamente tali proprietà attraverso gli organi statutari. In Veneto attualmente rientrano nella disciplina della legge regionale. 

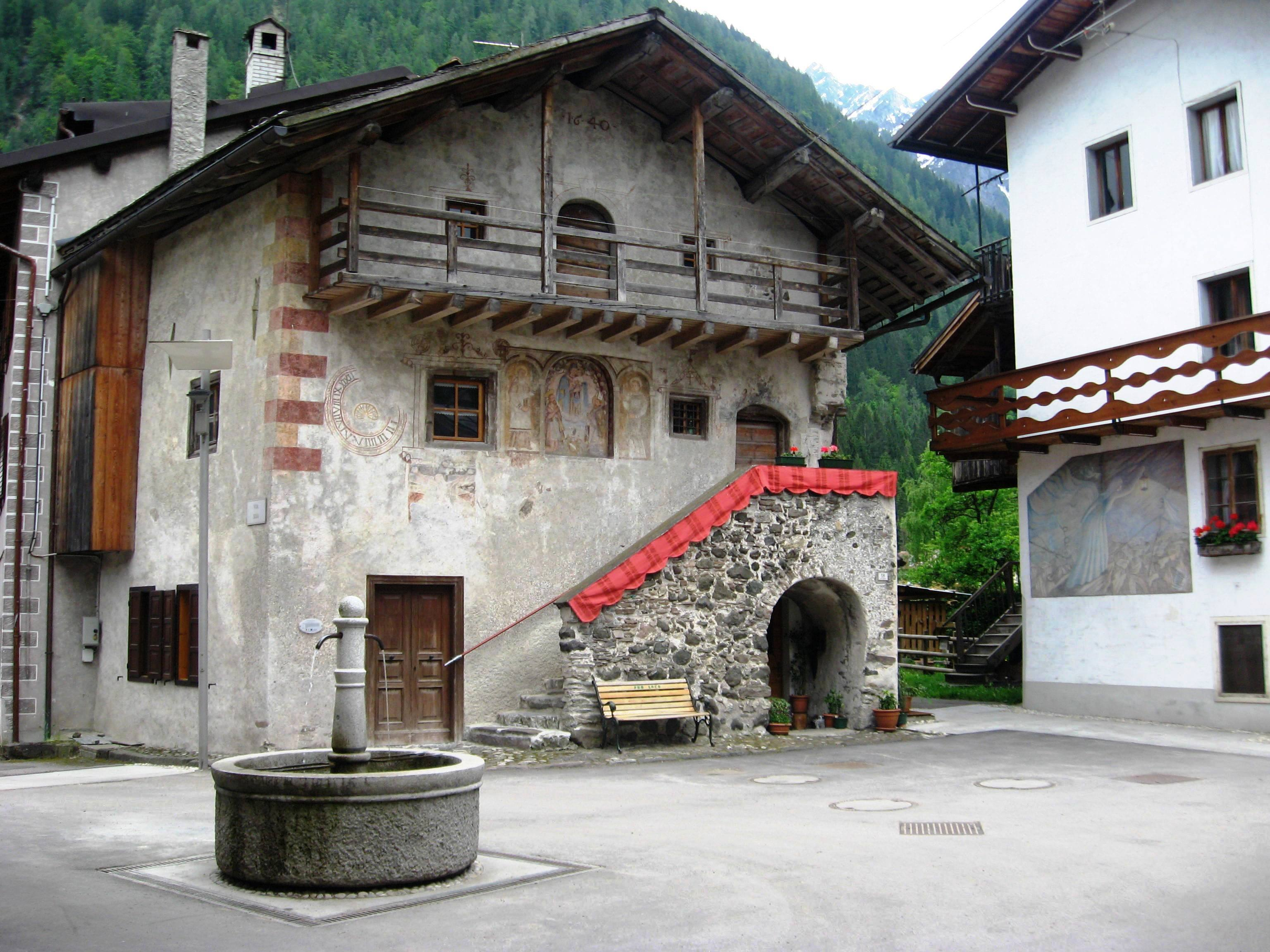
L'antica Casa delle Regole di Canale d'Agordo del 1640

## Storia
Costituitesi nel Basso Medioevo, le Regole erano un tempo diffuse in tutto l'arco alpino (sinonimi sono comune, comune rurale, villa, colmello, desena, vicinia e patriziato).
In Trentino,  nella seconda metà del XVIII secolo, le riforme operate dai sovrani d'Austria Maria Teresa e Giuseppe II misero in crisi le amministrazioni regoliere richiedendo ai villaggi e alle comunità un'organizzazione più precisa e controllata. Sotto il Regno d'Italia napoleonico (1805-1814), l'avvento del comune moderno causò la decadenza degli statuti regolieri. Dopo il 1814, quando, con la caduta di Napoleone, la regione tornò sotto la sovranità asburgica, le antiche regole erano ormai estinte.

## Organizzazione
Alla base dell'organizzazione delle antiche regole era la partecipazione di un'intera comunità, i cosiddetti vicini, al governo della regola, e l'attribuzione di compiti a un ampio numero di persone. Il momento più importante era rappresentato dalla convocazione annuale di tutti i "vicini" per il rinnovo delle cariche pubbliche. In queste adunanze ogni nucleo famigliare, denominato "fuoco", era di norma rappresentato dal padre in quanto capofamiglia.
Nel territorio trentino a capo di ogni regola vi erano i "regolani", eletti o nominati dai "vicini". Essi avevano compiti organizzativi e di controllo, oltre a quello di giudicare in prima istanza le infrazioni alle norme della regola. I regolani erano coadiuvati da altre figure, sempre elette all'interno della regola, che nelle diverse comunità potevano assumere nomi e ruoli differenti, come i "sindaci", i "consoli", i "giurati". Venivano inoltre nominate le guardie campestri, i cosiddetti saltari che avevano il compito di sorvegliare sia le proprietà collettive, sia quelle private. Tutte queste cariche erano annuali. Molti villaggi erano gravati dalla presenza di un "regolano maggiore", solitamente un nobile locale che aveva la facoltà di intervenire nella vita delle regole in determinati ambiti e situazioni.
Nell'area veneta, capo di ogni Regola era, ed è tutt'oggi, il Marigo (in latino mairicus), assistito da consiglieri ("laudatori"), da guardie del pascolo ("saltari"), da un cassiere ("cuietro"), e dal "precone", con funzioni di messo, che eseguiva le pignorazioni e gridava ad alta voce gli ordini del Marigo. Tutte le cariche erano annuali e gli eletti dovevano giurare sul Vangelo di compiere con coscienza il loro lavoro; ogni incarico era obbligatorio e chi rifiutava veniva multato e costretto a esercitarlo.

### La carta di regola
Nelle comunità di villaggio trentine dal Medioevo alla fine del XVIII secolo le carte di regola erano i documenti che, attraverso una serie di norme messe per iscritto, definivano i modi e le forme dello sfruttamento dei beni collettivi appartenenti a ciascuna comunità e tutelavano le proprietà private. Alcune disposizioni riguardavano inoltre la nomina e le competenze di coloro che di anno in anno dovevano amministrare la regola, e le modalità con cui i "vicini", partecipavano alla vita della comunità.

### Il Laudo
Nell'area veneta lo statuto delle regole è il Laudo. La parola deriva dal latino laudamos quod, cioè "decidiamo che", ed è stata una delle prime espressioni scritte della popolazione ampezzana e cadorina su come si dovevano utilizzare boschi e pascoli. Dai Laudi è possibile dedurre l'organizzazione della Regola nei tempi antichi.
Molta parte dei Laudi conteneva una serie di sanzioni previste per le infrazioni alle consuetudini regoliere: si trattava di multe in denaro o di pignoramenti di capi di bestiame.
Il Laudo oggi regolamenta la vita regoliera nelle sue varie attività, stabilisce quali sono gli organi amministrativi e quali sono le loro funzioni, prevede i tipi di attività che possono essere esercitati sul territorio, compresi i modi di concessione di porzioni di territorio per attività turistiche.
La Comunanza Regoliera e ogni singola Regola hanno il loro Laudo, ognuno con la propria autonomia, anche se sostanzialmente i testi sono analoghi vista l'origine comune delle singole realtà regoliere.

## Rimanenze delle regole in Trentino
Nonostante con l'estinguersi degli antichi ordinamenti regolieri agli inizi del XIX secolo quasi tutti i patrimoni boschivi e pascolivi delle antiche regole divennero proprietà dei moderni comuni, in Trentino sopravvivono ancora oggi alcuni esempi di amministrazione collettiva di pascoli e foreste risalenti all'età delle regole. 
Il caso più noto di gestione comunitaria di boschi e pascoli è quello della Magnifica Comunità di Fiemme, risalente al 1111. Essa comprende tutti i comuni della Val di Fiemme ed è uno dei maggiori esempi di utilizzo di risorse naturali in forma collettiva di tutto l'arco alpino.
Altro esempio è quello della Regola feudale di Predazzo, formatasi ancora nel Medioevo al seguito di alcune investiture dei Principi vescovi di Trento alle famiglie del luogo, sopravvissuta in virtù delle proprie caratteristiche di comunione privata. 
Anche la Comunità delle Regole di Spinale e Manez risale al Medioevo. Vi appartengono coloro che risiedono da almeno trent'anni nei paesi di Montagne (Tre Ville), Ragoli e Preore ed è proprietaria di un vasto territorio montano sul versante sud occidentale del Gruppo di Brenta.
Possono essere ricondotte alle antiche regole le 23 "Consortele" della Val di Rabbi proprietarie di terreni, boschi, malghe. Ognuna di esse è governata da uno statuto e possiede un elenco degli aventi diritto. Spetta a loro la gestione del patrimonio boschivo, nel rispetto delle leggi forestali, la manutenzione delle strade di montagna, la regolamentazione degli accessi, l'incanalamento delle acque e l'opera di rimboschimento.
Inoltre in Trentino vi sono numerose frazioni che gestiscono patrimoni boschivi e pascolivi collettivi attraverso le ASUC.

## Situazione in Veneto
L'organizzazione delle Regole in Veneto è definita dal "Laudo" (lo statuto) e si basa sul "Fuoco", ovvero sul nucleo familiare rappresentato in assemblea da un suo membro. L'insieme dei Fuochi ha il compito di gestire i beni di proprietà collettiva (patrimonio antico). Questi beni sono invendibili e indivisibili poiché la loro consistenza deve essere mantenuta nel tempo; inoltre, non possono essere utilizzati per attività al di fuori dell'ambito agro-silvo-pastorale. 
Questi diritti sono solitamente trasmessi per via paterna ma, in tempi recenti, alcune Regole hanno permesso la trasmissione anche per via materna. Le famiglie che partecipano alla Regola e che risultano iscritte in un apposito albo sono sempre e soltanto quelle radicate da generazioni nel territorio. Sono ammesse nuove inclusioni di famiglie che sono residenti da molti decenni (80-100 anni, a seconda dello Statuto delle singole Regole), dopo essere state approvate dall'Assemblea dei Regolieri, la quale stabilirà il contributo di benintrando.

## Elenco delle regole in Veneto
Nel Veneto sono costituite cinquantacinque Regole, di cui cinquantaquattro nella provincia di Belluno e una nella provincia di Vicenza. Le Regole bellunesi sono tutte concentrate nel Cadore; fanno eccezione quelle di Val di Zoldo, Chies d'Alpago, Alpago, Cortina d'Ampezzo  e Colle Santa Lucia. 
| Comune                  | Regole |
| ----------------------- | --- |
| Auronzo di Cadore       | - Magnifica Regola di Villagrande - Magnifica Regola di Villapiccola |
| Borca di Cadore         | - Regola di Borca di Cadore - Regola di Cancia |
| Chies d'Alpago          | - Regola di Funes, Pedol e famiglie Munaro di Molini - Regola di Montanes - Regola di Monte Salatis |
| Colle Santa Lucia       | - Regola di Posalz - Regola di Mezzo - Regola Grande |
| Comelico Superiore      | - Regola di Padola - Regola di Dosoledo - Regola di Casamazzagno - Regola di Candide |
| Alpago                  | - Regola di Plois e Curago |
| Cortina d'Ampezzo       | - Regola alta di Lareto - Regola alta di Ambrizzola - Regola di Zuel - Regola di Campo - Regola di Pocol - Regola di Rumerlo - Regola di Cadin - Regola di Chiave - Regola bassa di Lareto - Regola di Mandres - Regola di Fraina |
| Danta di Cadore         | - Regola di Tutta Danta - Regola di Mezza Danta |
| Pieve di Cadore         | - Regola di Pozzale - Regola di Tai e Vissà di Cadore - Regola di Nebbiù |
| San Nicolò di Comelico  | - Regola di San Nicolò - Regola di Costa |
| San Pietro di Cadore    | - Regola di San Pietro - Regola di Valle - Regola di Costalta - Regola di Presenaio |
| Santo Stefano di Cadore | - Regola di Santo Stefano - Regola di Costalissoio - Regola di Casada - Regola di Campolongo |
| San Vito di Cadore      | - Regola di Chiapuzza e Costa - Regola di Vallesella, Resinego e Serdes - Regola Generale o Granda |
| Selva di Cadore         | - Regola di Pescul - Magnifica Regola di Selva e Pescul di Cadore - Regola delle Quattro Regole di Vila, Ru, Piciola e Granda |
| Val di Zoldo            | - Regola di Bragarezza - Regola Grande di Mareson - Regola Grande di Coi |
| Vigo di Cadore          | - Magnifica Regola di Vigo, Laggio con Piniè e Pelos di Cadore |
| Vodo di Cadore          | - Magnifica Regola Grande dei Monti di Vodo - Regola Staccata di Vodo |
| Pedemonte               | - Regola di Casotto |